# Еднодръвка
Еднодръвките са прости лодки, издълбани от ствола на едно дърво.
Те са използвани по целия свят, като са най-старите регистрирани от археологията лодки – от епохата на неолита през VI хилядолетие пр. Хр. – вероятно заради своята масивна конструкция и по-голяма трайност, в сравнение с лодките, изработени от дървесна кора.
Еднодръвките са многократно споменавани във византийски източници от VI-VII век във връзка с опустошенията, нанесени от славяните на Балканския полуостров, но като цяло са неефективни срещу византийския флот.